# 나카타니 다케히데
나카타니 다케히데(일본어: 中谷 雄英, 1941년 7월 9일~)는 일본의 유도 선수, 지도자로 1964년 하계 올림픽에서 라이트급 부문 금메달을 획득하였다.

## 경력
히로시마시에서 유도인 가문의 일원으로 태어났으며 자신의 형제 4명 전부 유도에서 검은 띠를 보유했다. 12세때 유도를 시작하였고, 히로시마 시립 후쿠로마치 소학교, 히로시마 시립 고쿠타이지 중학교, 교료 고등학교를 졸업하였다. 이후 유도 명문으로 잘 알려진 메이지 대학에 입학하였으나 당시 황금 세대로 불린 나루미 마타고로 , 무라이 마사요시, 사카구치 세이지, 세키 가쓰지 등에게 밀려 주전 선수가 되지 못했다.
1963년 1964년 도쿄에서 열리는 1964년 하계 올림픽 선수촌 입촌을 며칠 앞두고 라이트급 국가대표로 발탁되었으며, 올림픽 본선에서 미국의 폴 무라야마, 소련의 올레크 스테파노프, 영국의 브라이언 잭스, 태국의 우돔 랏사멜롱꼰, 스위스의 에리크 헤니를 모두 한판으로 꺾으며 금메달을 획득했다.
1964년 올림픽 이후 미쓰비시에 실업 선수 겸 직원으로 입사하여 5년 동안 근무했으며, 1967년에는 미국 솔트레이크시티에서 열린 1967년 세계 선수권 대회에 참가하여 대한민국의 박청삼과 함께 일본의 미나토야 히로시, 대한민국의 박길순의 뒤를 이어 동메달을 획득했다. 이후 1972년 하계 올림픽 개최국인 서독의 초빙으로 1969년부터 서독 유도 국가대표팀 감독으로 일했으며, 서독 대표팀 감독으로서 파울 바르트와 클라우스 글란 같은 올림픽 메달리스트들을 지도했다.
서독 대표팀 감독 생활을 마치고 1973년 고향인 히로시마로 돌아온 그는 가업인 보석 및 여성 패션 용품 판매점을 운영했으며, 일본 유도 협회와 히로시마현 유도 협회 이사를 겸직했다. 이후 일본 유도 진흥에 대한 공로로 2003년 남수포장, 2011년 욱일쌍광장 등 일본 정부로부터 훈장을 받았다. 2012년 4월 28일에는 일본 유도의 총본산인 구도칸 창립 130주년에 맞춰 명예 유도 9단으로 승급되었으며, 2021년에는 문화공로자로 선정되었다. 

## 같이 보기
- 올림픽 유도 메달리스트 목록